# 青蘭航路
青蘭航路（せいらんこうろ）は、本州と北海道を船舶で結ぶ定期航路のうち、青森港と室蘭港の間に設けられた航路である。

## 概要
1893年（明治26年）2月に日本郵船が青函航路を延長する形で青森 - 函館 - 室蘭間に就航、1906年（明治39年）に青森 - 室蘭間に変更して青蘭航路が成立した。
日本国有鉄道により運行されていた青函連絡船が、北海道側の鉄道被災の対応として室蘭港に発着した事例も存在する（詳細は青函連絡船の記事を参照）。

## 歴史
- 1893年（明治26年） - 日本郵船が青森 - 函館航路を延長する形で青森 - 函館 - 室蘭の定期航路を開設。
- 1906年（明治39年） - 日本郵船の青森 - 函館 - 室蘭航路を青森 - 室蘭航路に変更。
- 1915年（大正4年） - 日本郵船が撤退し、北日本汽船に譲渡。
- 1943年（昭和18年） - 海運統制に伴い、北日本汽船が大阪商船（現・商船三井）に吸収合併され大阪商船による運航となる。
- 1950年（昭和25年） - 大阪商船が撤退、室蘭 - 東京・室蘭 - 阪神航路に移管。
- 1964年（昭和39年） - 青森フェリーが貨物船型自動車運搬船を使用した貨客航路を開設[2]。
- 1965年（昭和40年） - 道南海運が青森フェリーの営業権を譲受[2]。
- 1967年（昭和42年）
  - 5月20日 - 道南海運が青蘭航路初のカーフェリー「青蘭丸」を導入。
  - 9月 - 10月 - 集中豪雨による国鉄室蘭本線不通に伴い、青函連絡船が代行輸送を実施。同様の代行は1975年にも実施。
- 1968年（昭和43年）東日本フェリーが道南海運の営業権を譲受。
- 2008年（平成20年）11月30日 - 東日本フェリーが撤退。最終便は「びなす」であった。
  - これをもって室蘭港における定期フェリー輸送は一旦終了。室蘭港にはその後2018年から川崎近海汽船により青蘭航路ではないフェリー航路が開設されたが、こちらも2022年1月をもって休止している。
- 2023年（令和5年）10月2日 - 東日本フェリーの後身となる津軽海峡フェリーにより、青蘭航路としては15年ぶりの航路再開[3][4]。

## 就航船舶
津軽海峡フェリー
- ブルーマーメイド